# Papendrecht

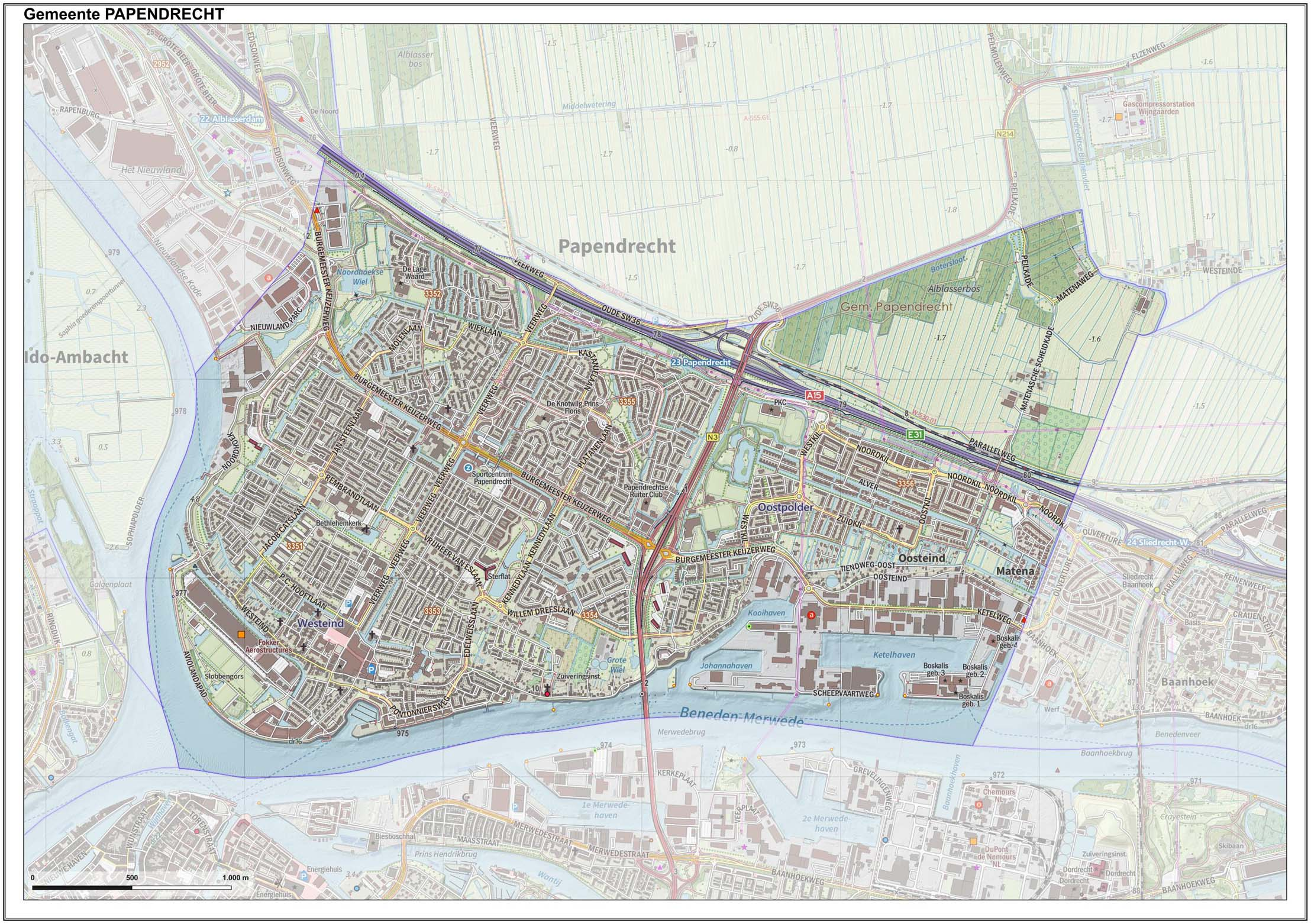
Topografische gemeentekaart van Papendrecht, september 2022

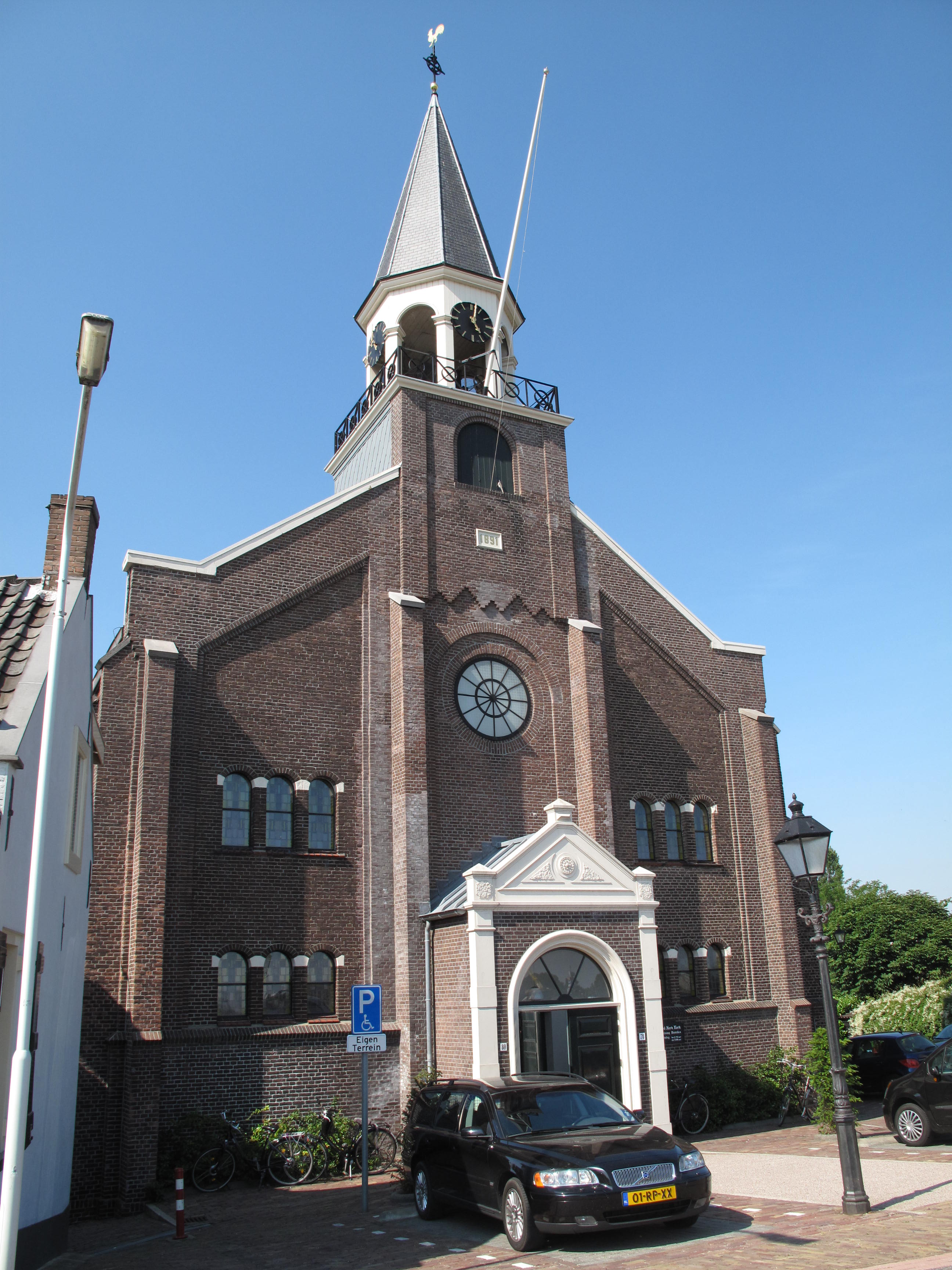
Hervormde kerk

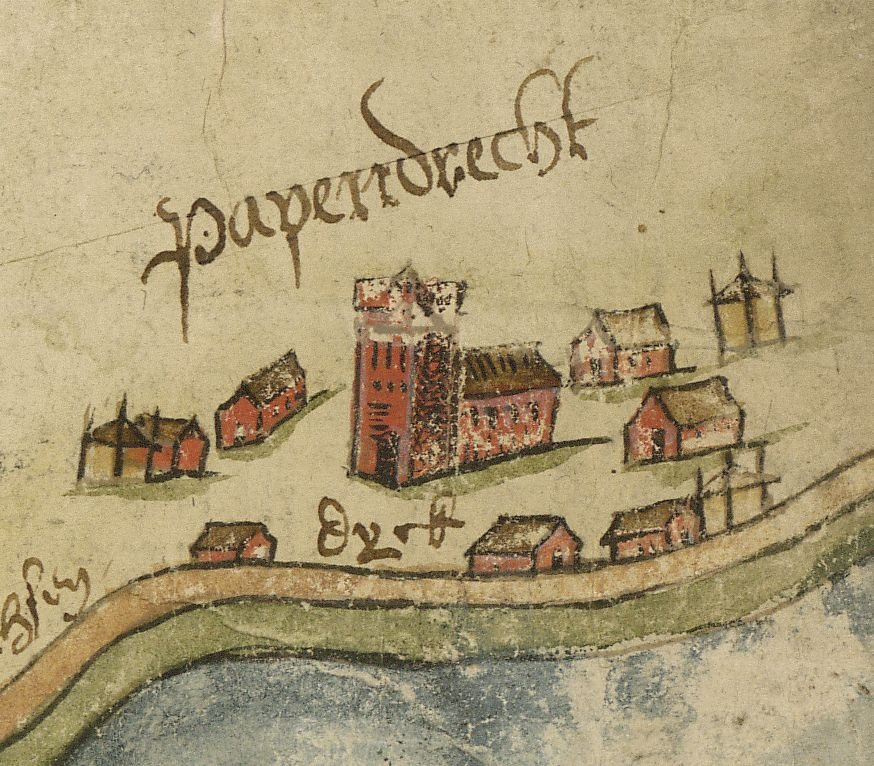
Kaart uit 1615 met Papendrecht

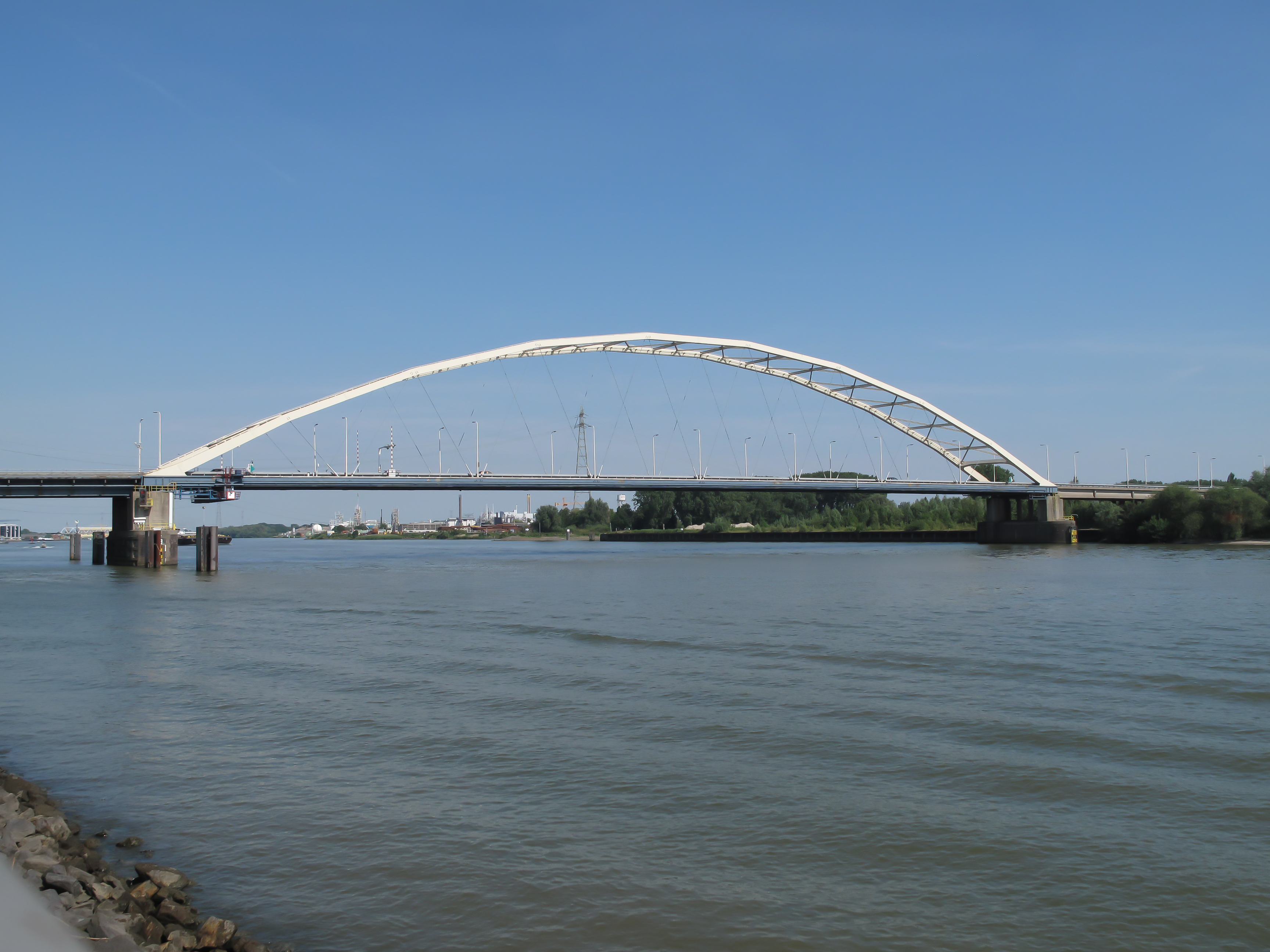
Papendrecht, brug tussen Papendrecht en Dordrecht

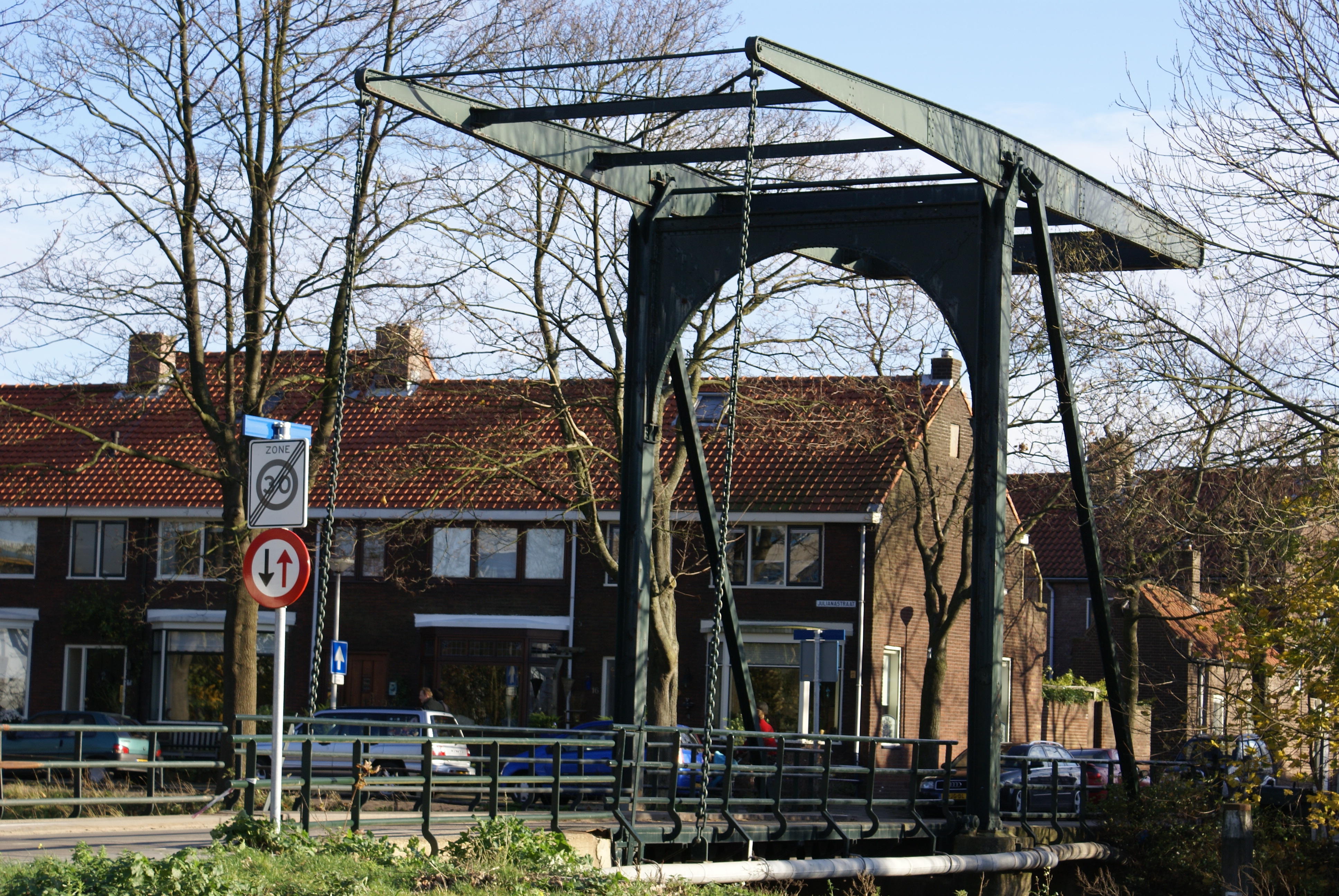
Ophaalbrug in Papendrecht, inmiddels vernieuwd.

Papendrecht (uitspraakⓘ) is een plaats en gemeente in de Alblasserwaard in de Nederlandse provincie Zuid-Holland. De gemeente telt 32.178 inwoners (22 november 2024, bron: CBS) en heeft een oppervlakte van 10,77 km² (waarvan 1,30 km² water). Binnen de gemeentegrenzen liggen geen andere kernen.
Papendrecht wordt voor het eerst genoemd in een document uit 1105. Na 1277, toen een dijk werd aangelegd rondom de waard, ontstond een dorp. Tot 1816 was Papendrecht het bezit van adellijke families en pas daarna kreeg het een eigen gemeentebestuur. De gemeente ging pas echt groeien in de jaren 60 van de 20e eeuw. Het dijkdorp heeft nu een stedelijk karakter. In 2005 vierde Papendrecht zijn 900-jarig bestaan.
Papendrecht is een typisch dijkdorp: de oorspronkelijke bewoners van het gebied vestigden zich namelijk langs de rivier de Merwede. Niet alleen waren rivieren belangrijk voor vervoer, ook de vissen in de rivier vormden een belangrijk bestanddeel van de maaltijd en het inkomen van de omwonenden. De ligging aan de rivier is bovendien gunstig voor handel en werk (scheepswerven en op de gorzen - aangeslibd land - rietteelt).
Er is lang een veer naar Dordrecht geweest. Na de bouw van de brug tussen Dordrecht en Papendrecht is het veer nog enige jaren voortgezet als voetveer. Nu is deze verbinding opgenomen in het vaarplan van de Waterbus naar, onder meer, Rotterdam, Dordrecht en Sliedrecht.
Het gemeentewapen bevat drie molens: een trasmolen, een korenmolen en een poldermolen. De drie afgebeelde molens zijn er niet meer, maar in het Park Noord Hoekse Wiel staat sinds 30 augustus 1980 een (verkleinde) weidemolen als herinnering aan die tijd. De molen is gerestaureerd en wordt weer vaak bemalen door molenaars.
Papendrecht is een van de gemeenten van de regio Drechtsteden en wordt omringd door de gemeenten Dordrecht, Sliedrecht, Molenlanden, Alblasserdam, Hendrik-Ido-Ambacht en Zwijndrecht. Aan de westzijde van de gemeente stroomt de rivier de Noord en aan de zuidzijde de Merwede. 

## Politiek

### Gemeenteraad
De gemeenteraad van Papendrecht bestaat uit 23 zetels. Hieronder staat de samenstelling van de gemeenteraad sinds 1998:
| Partij                       | 1998 | 2002 | 2006 | 2010 | 2014 | 2018 | 2022 |
| ---------------------------- | ---- | ---- | ---- | ---- | ---- | ---- | ---- |
| Papendrechts Algemeen Belang | 2    | 7    | 4    | 5    | 7    | 9    | 5    |
| Onafhankelijk Papendrecht    | -    | -    | -    | -    | 1    | 2    | 4    |
| VVD                          | 5    | 3    | 3    | 4    | 3    | 2    | 3    |
| CDA                          | 4    | 4    | 4    | 3    | 3    | 3    | 3    |
| D66                          | 1    | 1    | -    | 2    | 2    | 2    | 2    |
| ChristenUnie                 | 2    | 2    | 3    | 2    | 2    | 2    | 2    |
| SGP                          | 1    | 1    | 1    | 2    | 2    | 1    | 2    |
| PvdA                         | 5    | 3    | 6    | 3    | 2    | 1    | 1    |
| GroenLinks                   | 1    | 2    | 2    | 2    | 1    | 1    | 1    |
| Totaal                       | 21   | 23   | 23   | 23   | 23   | 23   | 23   |

### College van B&W
PAB, VVD, CDA, ChristenUnie en SGP vormen samen het college, bestaande uit vijf wethouders (periode 2022-2026).
Burgemeester:
- Margreet van Driel (partijloos)

Wethouders:
- Arno Janssen (PAB);
- Sophia de Keizer (VVD);
- Jan Dirk van der Borg (CDA);
- Jaco van Erk (CU);
- Arjan Kosten (SGP).

Gemeentesecretaris:
- Joost Ansems

## Wijken
- Bloemenbuurt
- Het Eiland / Merwehoofd
- De Kooij
- Kraaihoek
- Middenpolder
- Molenpolder
- Molenvliet
- Oostpolder
- Vriesenpolder (sinds 2012)
- Westpolder
- Wilgendonk

## Onderwijs
In Papendrecht zijn twee middelbare scholen:
- CSG De Lage Waard, deze school heeft twee locaties: aan de Burgemeester Keijzerweg (vmbo en theoretische leerweg) en aan de Vijzellaan, havo en vwo.
- Willem de Zwijger College

## Centrum Papendrecht
In 2007 is het geheel vernieuwde winkelcentrum 'de Meent' geopend nadat het oude is gesloopt. Het nieuwe winkelcentrum met een winkeloppervlak van ca. 20.000 m2 en twee parkeergarages maakt onderdeel uit van het plan herontwikkeling centrum en heeft een regionale functie. Ook het omliggende gebied wordt in de komende jaren grondig aangepakt. Er worden nieuwe woningen, horeca en winkels gebouwd.
Het busstation werd omgebouwd tot een tijdelijke vestiging van het winkelcentrum en is nu bebouwd met twee flats. Het busstation is verplaatst naar de wijk Molenvliet.

## Bekende Papendrechters
- Jan Pieter Bos (1891-2002), oudste Nederlandse man ooit
- Leon van Dalen (1979), voetballer
- Jill Duijzer (2003), voetbalster
- John den Dunnen (1972), voetballer
- Zakaria Eddahchouri (2000), voetballer
- Yolanda Hadid (1964), fotomodel, tv-bekendheid in de VS, moeder van Gigi Hadid en Bella Hadid
- Roy Hoornweg (1989), atleet
- Jan Klijnjan (1945-2022), voetballer
- Marius Kranendonk (1988), atleet
- Liza van der Most (1993), voetbalster
- Anton Willem Nieuwenhuis (1864-1953), arts, etnoloog, expeditieleider, hoogleraar
- Dennis van Noort (1981), atleet
- Loek Peters (1974), acteur
- Bobby Petta (1974), voetballer
- Anne-Marijke Podt (1975), politica
- Mohamed Rashid (Chatmo) (2001), influencer
- Matthias Scholten (1968), televisiepresentator
- Leon Simons (1978), korfballer
- Arjan Smit (1977), acteur
- Mark Veenhoven (1998), voetballer
- Carel Visser (1928-2015), beeldhouwer
- Martin Visser (1922-2009), meubelontwerper, kunstverzamelaar
- Naomi Visser (2001), turnster
- Piet van Wijngaarden (1898-1950), motorcoureur

## Sportclubs
- Atletiekvereniging Passaat
- Balletschool Patty Kemper
- Basketbalvereniging Flush72
- Badmintonvereniging ESPE PBC
- Bowlsclub Papendrecht
- Budo Sport Lahey
- Dansschool Astrid Lammerts
- Dansstudio Bounce Aerobic&Dance
- Gymnastiekvereniging Olympia
- Handbalvereniging DES'72
- Hip-Hop vereniging Dancefreaks
- Jeu de boules vereniging Boules Amis
- Korfbalvereniging PKC
- Kickboks vereniging Kyoto Gym
- Motorclub MC Avanti
- Zaalvoetbalvereniging Eteha
- Paardrijvereniging PRC
- Postduivenvereniging de Luchtbode
- Schaakvereniging Pascal
- Schietsportvereniging De Vrijheid Papendrecht
- Scouting van Brederode
- Tafeltennisvereniging Papendrecht
- Taekwondo Club Papendrecht
- Tennisvereniging T.O.P. Papendrecht
- Tennisvereniging P.T.C. Papendrecht
- Voetbalvereniging Papendrecht
- Voetbalvereniging Drechtstreek
- Volleybalvereniging FLITS
- Zwemvereniging De Geul (z.v. De Geul)

## Partnersteden
- Blomberg, sinds 1975

## Aangrenzende gemeenten
| Aangrenzende gemeenten | Aangrenzende gemeenten | Aangrenzende gemeenten | Aangrenzende gemeenten | Aangrenzende gemeenten |
| ---------------------- | ---------------------- | ---------------------- | ---------------------- | ---------------------- |
| Hendrik-Ido-Ambacht    |                        | Alblasserdam           |                        | Molenlanden            |
|                        |                        |                        |                        |                        |
| Zwijndrecht            | Sliedrecht             |                        |                        |                        |
|                        |                        |                        |                        |                        |
|                        |                        | Dordrecht              |                        |                        |

## Cultuur

### Monumenten
In de gemeente is er een aantal rijksmonumenten en oorlogsmonumenten, zie:
- Lijst van rijksmonumenten in Papendrecht
- Lijst van oorlogsmonumenten in Papendrecht

### Kunst in de openbare ruimte
In de gemeente zijn diverse beelden, sculpturen en objecten geplaatst in de openbare ruimte, zie:
- Lijst van beelden in Papendrecht en Beeldenboulevard Papendrecht